# Camptoptera minutissima
Camptoptera minutissima är en stekelart som beskrevs av Dozier 1932. Camptoptera minutissima ingår i släktet Camptoptera och familjen dvärgsteklar.
Artens utbredningsområde är Haiti. Inga underarter finns listade.